# The Basham Brothers
I Basham Brothers sono stati un tag team di wrestling attivo nella World Wrestling Entertainment tra il 2003 ed il 2007 e nella Total Nonstop Action Wrestling nel 2007. Il duo era formato da Doug Basham e Danny Basham. Nonostante i due si somiglino molto e siano indicati come fratelli nelle storyline, non sono parenti. Hanno detenuto per due volte il WWE Tag Team Championship.

## Carriera
Doug Basham e Damaja (Danny Basham) si sono anche sfidati numerose volte durante una faida in Ohio Valley Wrestling poco prima di entrare in WWE. Il loro primo match nella WWE avviene il 29 maggio 2002, sconfiggendo Rikishi e Brian Kendrick. Più avanti si unisce ai Basham Brothers anche Shaniqua. In questo periodo i due adottano una gimmick di sadomasochisti.
Il 23 ottobre i Basham Brothers vincono il WWE Tag Team Chamouonship contro i Los Guerreros in un'edizione di SmackDown! I Basham Brothers perdono i loro titoli nel febbraio del 2004 al Pay Per View No Way Out contro Rikishi e Scotty Too Hotty.
Passano molti mesi nell'anonimato, in cui Shaniqua lascia il gruppo. I Basham Brothers decidono quindi di entrare nel The Cabinet, una stable capitanata dall'allora campione WWE John Bradshaw Layfield il 25 novembre 2004. Essi ricevono sotto questa stable l'appellativo di "Co-Segretari alla Difesa". I due riescono a rivincere i titoli di coppia, che poi perdono contro Rey Mysterio ed Eddie Guerrero a No Way Out 2005. Il 16 giugno 2005, stanchi di JBL, i due escono dalla stable.
La coppia si scioglie con la WWE Draft Lottery del 30 giugno 2005: Danny passa al roster di Raw mentre Doug rimane a SmackDown!.
Dopo essere stato licenziato dalla WWE, il duo fu assunto dalla Total Nonstop Action nell'aprile 2007, ma nell'agosto dello stesso anno vennero licenziati.

## Nel wrestling

### Mosse finali in coppia
- Ball and Gag (Russian Leg Sweep e Lariat in combinazione)
- Flapjack di Doug in combinazione con una Stunner di Danny, a volte su un tavolo

### Manager
- Shaniqua
- Christy Hemme

### Wrestler di cui sono stati manager
- John "Bradshaw" Layfield

### Musiche d'ingresso
- "Toe Jam" di Jim Johnston (WWE; 2003–2007)

## Titoli e riconoscimenti
- Ohio Valley Wrestling
  - OVW Southern Tag Team Championship (1)
- Pro Wrestling Illustrated
  - 65° tra i 500 migliori wrestler secondo PWI (2003) – Danny
  - 51° tra i 500 migliori wrestler secondo PWI (2003) – Doug
- World Wrestling Entertainment
  - WWE Tag Team Championship (2)